# 유창 (한회회후)
유창(劉蒼, ? ~ ?)은 전한의 제후로, 조경숙왕의 후손이다.

## 행적
아버지 유중의 뒤를 이어 한회후(邯會侯)에 봉해졌다.
시호를 회라 하였고, 후사가 없어 봉국이 폐지되었다.

## 출전
- 반고, 《한서》 권15상 왕자후표 上

| 선대 아버지 한회절후 유중 | 전한의 한회후 ? ~ ? | 후대 (봉국 폐지) |